# Antoine Champion
Pour les articles homonymes, voir Champion (homonymie).
Antoine (de) Champion, né en 1425 et mort le 29 juillet 1495 à Turin, est un ecclésiastique savoyard qui fut évêque de Mondovi dans le Piémont, puis évêque de Genève de 1490 à 1495.

## Biographie
Antoine Champion est issue d'une famille originaire de la vallée de la Tarentaise. Il est le fils de Guillaume Champion et de sa femme Pernette de Prez.
Docteur en droit civil, il devient grand-chancelier de Savoie du duc Charles Ier de Savoie, en 1483. Il est nommé évêque de Mondovi le 26 novembre 1484. Après la mort de l'évêque de Genève François de Savoie, le conseil du jeune duc Charles Jean Amédée de Savoie veut maintenir le protectorat qu'il exerce sur la cité et en fait son candidat à la succession pendant que le Chapitre de chanoines de la Cathédrale de Genève élit Charles de Seyssel. À la demande du duc de Savoie le pape Innocent VIII refuse de reconnaître le candidat des Genevois et impose Antoine Champion le 5 novembre 1490,. 
Antoine Champion ne prend possession de son évêché qu'en mai 1493. Il meurt à Turin le 29 juillet 1495.